# ویتالی شربو
| ویتالی شربو   | ویتالی شربو             |
| ------------- | ----------------------- |
| کشور نمایندگی | بلاروس                  |
| کشور          | اتحاد جماهیر شوروی      |
| تاریخ تولد    | ۱۳ ژانویهٔ ۱۹۷۲ ‏(۵۳ سال) |
| محل تولد      | مینسک                   |
| قد            | ۱۶۹                     |
| همسر          | ایرینا                  |
| فرزندان       | کریستینا                |

ویتالی وندیکتوویچ شربو (به روسی: Виталий Венедиктович Щербо) (زاده ۱۳ ژانویه ۱۹۷۲ در مینسک، روسیه سفید، شوروی) ژیمناست اهل روسیه سفید است.
شربو با دستیابی به ۱۱ مدال طلا، ۷ مدال نقره و ۵ مدال برنز در مسابقات قهرمانی جهان و ۶ مدال طلا و ۴ مدال برنز در المپیک یکی از موفقترین ورزش‌کاران رشته ژیمناستیک است.
او همچنین با تصاحب ۶ مدال طلا در المپیک ۱۹۹۲ بارسلون یکی از موفقترین ورزش‌کاران در تاریخ المپیک است.
فقط مایکل فلپس (در المپیک ۲۰۰۸ پکن) و مارک اسپیتز (در المپیک ۱۹۷۲ مونیخ) مدال‌های طلای بیشتری از او به‌دست آورده‌اند، ضمناً ۵ مدال طلای او در بخش انفرادی به دست آمده که تنها مایکل فلپس و اریک هیدن تعداد طلاهای بیشتری از او در مسابقات انفرادی دارند.
شربو همچنین اولین ورزش‌کار تاریخ المپیک است که توانسته در یک روز ۴ مدال طلا به دست بیاورد.

## زندگی
شربو را مادرش در سن 7 سالگی در کلاس ژیمناستیک ثبت نام کرد. مربیان در باشگاه محلی او را در یک مدرسه شبانه روزی ثبت نام کردند و این راهی شد برای پیشرفت وی در رشته ژیمناستیک.